# Реинион
Реинион (фр. La Réunion) је француска прекоморска територија у Индијском океану. Смештена је 800 километара источно од Мадагаскара и око 200 километара југозападно од Маурицијуса и припада регији источне Африке.
Површина острва је 2.511 км². На острву је јануара 2013. живело 844.994 становника.
Реинион је најдаљи регион Европске уније и најдаља територија на којој се званично користи евро.

## Историја
Први Европљани који су стигли до острва били су Португалци 1635. Острво су затекли ненасељено и назвали га Санта Аполонија. Французи су 1642. овде населили групу побуњених морнара. Тада је острво добило име острво Бурбона (Île Bourbon). Данашње име острву је дала француска револуционарна власт 1793. Реинион (француски: сусрет) је одабран у знак сећања на сусрет марсељских и париских револуционара 10. августа 1792. Ово име је коначно потврђено 1848. Од 17. до 19. века, на острво су се населили: Французи, Африканци, Кинези, Малајци и Индијци. Реинион је добио на значају отварањем Суецког канала 1862.

## Географија
Острво је дуго 63 километра, а широко 45. Укупна површина му је 2512 km².
Реинион је острво које се налази на једној од вулкански најактивнијих тачака на Земљи. Вулкан Питон де ла Фурнез (фр. Piton de la Fournaise), налази се на истоку острва и висок је 2.631 m. Од 1640. имао је више од 100 ерупција, последњи пут 2. јануара 2010. Угашени вулкан Питон де Неж (фр. Piton des Neiges, снежни Питон) је највиша тачка острва на 3.070 m надморске висине. Налази се северозападно од Питон де ла Фурнеза. Падине оба вулкана су шумовите. Култивисано пољопривредно подручје се налази у нижим подручјима уз обалу. На острву постоје и три калдере.

### Клима
Клима на Реиниону је тропска, али она постаје умеренија са повећањем надморске висине. Време је свеже и суво од маја до новембра, а вруће и кишно од новембра до априла. Количина падавина на острву је веома неравномерно распоређена, при чему је исток острва много влажнији.
Од 15. до 16. марта 1952, на место Цијалос у центру Реиниона пало је 1.869,9 милиметара кише. То је највећа количина падавина у току 24 сата забележена игде у свету.

## Привреда
Главни пољопривредни производ Реиниона је традиционално шећер. Данас је и туризам важан извор прихода. БНП је 2007. износио 18,7 милијарди америчких долара. То чини производ по становнику од 23.501 америчких долара, што је највиши приход по становнику у Африци.

## Демографија
Становништво чини мешавина људи европског, афричког, малгашког, индијског и кинеског порекла. Све етничке групе су емигранти или потомци емиграната који су се у прошлости доселили на Реинион, јер је острво првобитно било ненасељено. Већина становништва је мешане расе и има креолску (мешану) културу. По проценама, белци чине четвртину становништва, као и Хиндуси, док Кинеза има око 3%.
| 1968.  |
| ------ |
| 1.975= |

### Религија
Главна вероисповест становника острва је римокатоличанство. Заступљени су још: хиндуизам, ислам, кинеска народна веровања и будизам.

### Језик
Француски језик је једини званични језик на острву. Реинионски креолски језик је најзаступљенији матерњи језик острвљана и користи се у неформалној комуникацији.

## Галерија
- Поља шећерне трске на Реиниону
- Морске корњаче са Реиниона
- Плажа на острву
- Ерупција вулкана Питон де ла Фурнез 2005.